# انتخابات مجلس شورای ملی (۱۲۸۸)
انتخابات مجلس دوم ایران در سال ۱۲۸۸ پس از دوران استبداد صغیر برگزار شد. این مجلس در ۲۴ آبان ماه گشوده شد.

## انتخابات
دومین نظامنامه انتخابات برای مجلس با انتخابات اولین دوره مجلس تفاوت اساسی داشت در این نظامنامه نمایندگان صنفی نبوده و به روش غیر مستقیم و دو مرحله‌ای انتخاب می‌شدند. طبق قانون شمار نمایندگان از ۱۶۰ تن به ۱۲۰ تن کاهش یافت؛ اقلیت‌های مذهبی، مسیحی، یهودی و زرتشتی دارای نمایندگان بیشتر و ایل‌های بختیاری، قشقایی و ترکمن دارای نماینده شدند. در باب محرومیت از حق رای دادن، معروفیت به فساد عقیده، به شرط خروج از دین اسلام و اثبات آن نزد حاکم شرع، تغییر کرد.
پس از عزل محمد علی شاه از سلطنت، عضدالملک نایب السلطنه فرمان برگزاری انتخابات را صادر کرد؛ او به دولت آزادی در انتخابات را توصیه کرد و بقای مشروطه را در حق انتخاب نماینده توسط مردم دانست. در این انتخابات مشکلات زیادی از قبیل عدم توان اجرا در پهنه گسترده ایران، عدم تجربه و تمرکز و تسلط برگزار کنندگان انتخابات و مجلس و دولت و سایر عوامل مانند قحطی، ناامنی، فقر و بی سوادی عمومی عواملی بودند که مانع برگزاری انتخابات واقعی می‌شدند.
طبق قانون جدید انتخابات، دوره دوم مجلس با حضور نیمی از تعداد نمایندگان به علاوه یک تن افتتاح شد و نمایندگان مردم از بخش‌های دیگر کشور به آهسنگی وارد مجلس می‌شدند. مجلس دوم با ۶۱ تن از نمایندگان در ۲۴ آبان ماه گشایش یافت.
اکثریت این مجلس که شامل از ۵۳کرسی می‌شد به دست ائتلاف پیشگام توسط اعتدالیون افتاد.